# Ectropothecium mauritianum
Ectropothecium mauritianum är en bladmossart som beskrevs av Ferdinand François Gabriel Renauld och Cardot in Paris 1900. Ectropothecium mauritianum ingår i släktet Ectropothecium och familjen Hypnaceae. Inga underarter finns listade i Catalogue of Life.